# Chiesa di Santa Maria dei Servi (Melegnano)
La chiesa di Santa Maria dei Servi, detta anche Santa Maria delle Grazie o Madonna Addolorata, è una chiesa cattolica della città italiana di Melegnano, nell'arcidiocesi di Milano.

## Storia
La chiesa fu costruita nel 1768 in sostituzione di una chiesa più antica del 1515, consacrata nel 1593 dal vescovo Bascapè. Ad essa era annesso un piccolo convento dei Servi di Maria.

## Caratteristiche

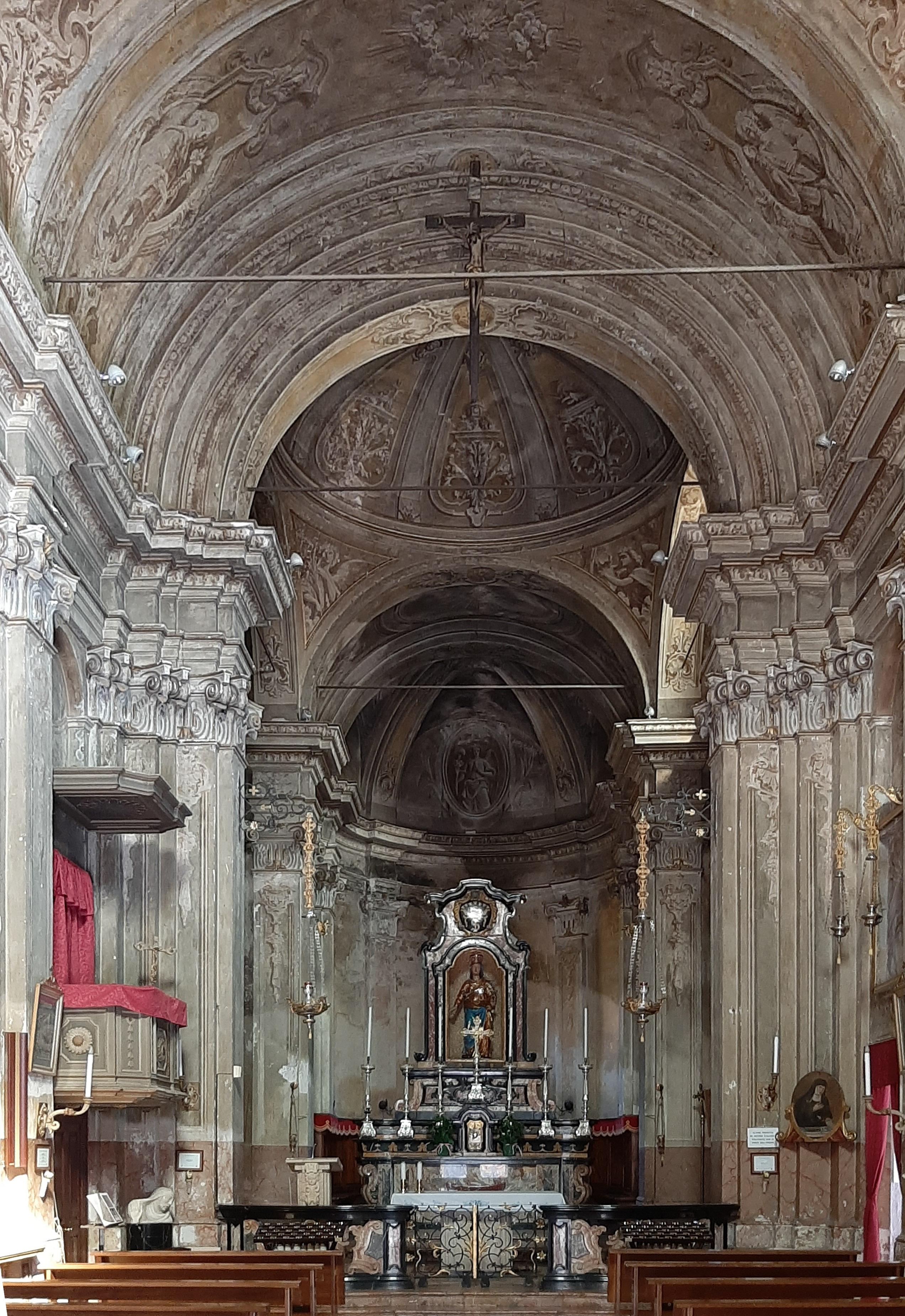
L'interno

La chiesa è posta fuori dal centro storico, oltre il fiume Lambro.
La facciata, incompiuta, si sviluppa su due ordini; in essa si aprono il portale e un finestrone superiore.
L'interno è a navata unica coperta da una volta a botte decorata da affreschi e fiancheggiata da cappelline laterali. Vi si conservano opere pittoriche e scultoree di fattura locale.